# Крид-Майлз, Эсме
Эсме Крид-Майлз (англ. Esmé Creed-Miles; род. 5 февраля 2000, Англия) — английская актриса кино и телевидения.

## Биография
Эсме родилась в Барнете, Англия, в семье актёров Чарли Крид-Майлза и Саманты Мортон, училась в английской частной школе Bedales.
Эсме начала свою актерскую карьеру с роли маленькой Ширли Темпл в фильме «Мистер Одиночество» («Mister Lonely», 2007) режиссёра Хармо́ни Корина. Спустя десять лет она появилась в фильме Клио Барнард «Тёмная река» («Dark River»), а также снялась в главной роли в сериале «Ханна» («Hanna», 2019—2021) производства Amazon Prime Video. Чтобы подготовиться к боевым сценам в сериале, Эсме тренировалась по шесть часов ежедневно на протяжении нескольких месяцев. Критики высоко оценили её игру, отметив эмоциональность, физическую силу и интеллектуальную глубину персонажа Ханны. Журнал The Atlantic отметил, что Эсме Крид-Майлз привносит в образ Ханны эмоциональную уязвимость и физическую мощь. Особенно впечатляет, как она передаёт умственную зрелость своего персонажа, подчеркивая быстроту реакции, наблюдательность и повышенную бдительность героини.
Также она снималась в фильмах «Жизнь у пруда» («Pond Life», 2018) и «Серебряный туман» («Silver Haze», 2023). Помимо актёрской карьеры, Эсме занимается музыкой и придерживается феминистских взглядов.
В январе 2024 года стало известно, что Эсме сыграет роль Делирии, одной из семи Вечных во втором сезоне сериала «Песочный человек» («The Sandman») на платформе Netflix.

## Фильмография

### Кино
| Год  | Русское название           | Оригинальное название   | Роль            | Прим.                                 |
| ---- | -------------------------- | ----------------------- | --------------- | ------------------------------------- |
| 2007 | Мистер Одиночество         | Mister Lonely           | Ширли Темпл     |                                       |
| 2017 |                            | Dark River              | Элис            |                                       |
| 2018 |                            | Undercliffe             | Стиви           |                                       |
| 2018 |                            | Pond Life               | Пого            |                                       |
| 2020 |                            | Jamie                   | Джейми          | Сценарист, режиссёр, короткометражный |
| 2020 |                            | Sudden Light            | Миа             | короткометражный                      |
| 2023 |                            | Silver Haze             | Флоренс         | [ 11 ]                                |
| 2024 |                            | The Thicket             | Лула            |                                       |
| 2025 | Хронология воды            | The Chronology of Water |                 | [ 12 ]                                |
| TBA  |                            | Lucia                   | Люсия Джойс     | [ 13 ]                                |
| TBA  | Чувство и чувствительность | Sense and Sensbility    | Марианна Дэшвуд | [ 14 ]                                |